# Stu Clancy
Stuart Joseph „Stu“ Clancy (* 6. Juni 1906 in Branford, Connecticut; † 24. September 1965, ebenda) war ein US-amerikanischer American-Football-Spieler in der National Football League (NFL). Er spielte unter anderem für die New York Giants.

## Spielerlaufbahn
Stu Clancy wurde als Sohn eines Beerdigungsunternehmers geboren. Er besuchte in seiner Geburtsstadt die High School, wo er neben American Football auch Basketball und Baseball spielte. Auf einer Vorbereitungsschule für sein Collegestudium wurde der als End spielende Clancy zum Halfback umgeschult. Clancy erhielt ein Studienangebot der Georgetown University, er entschloss sich aber zu einem Collegestudium am College of the Holy Cross, da sein High-School-Trainer zur dortigen Footballmannschaft gewechselt war. Stu Clancy spielte auch am College Basketball und war sowohl in der Basketball-, als auch in der Footballmannschaft Mannschaftskapitän. 
Nach seinem Studium schlug Clancy ein Angebot der St. Louis Cardinals, einer Mannschaft der Major League Baseball (MLB) aus und schloss sich stattdessen den Newark Tornadoes an, die nach der Saison 1930 die NFL verlassen mussten. Stu Clancy wechselte zu den Staten Island Stapletons. Die Mannschaft verfügte nur über einen geringen Etat und litt an Geldmangel. 1932 wechselte Clancy während der laufenden Saison zu den von Steve Owen trainierten New York Giants. Die Mannschaft um die Spitzenspieler Ray Flaherty und Ken Strong zog im Jahr 1933 in das NFL-Endspiel ein, musste sich aber dort den Chicago Bears mit 21:23 geschlagen geben. 1934 stieß Ed Danowski zu dem Team aus New York City und die Giants konnten die Bears mit 30:13 im NFL-Endspiel schlagen. Im folgenden Jahr zog Clancy in sein drittes Endspiel ein. Die Giants unterlagen darin den Detroit Lions mit 26:7. Nach dieser Saison beendete Clancy seine Laufbahn.

## Nach der NFL
Bis zu seinem Tod leitete er das von seinem Vater gegründete Beerdigungsunternehmen. Stu Clancy wurde 1989 posthum in die Branford Sports Hall of Fame aufgenommen.